# Simplonpasset

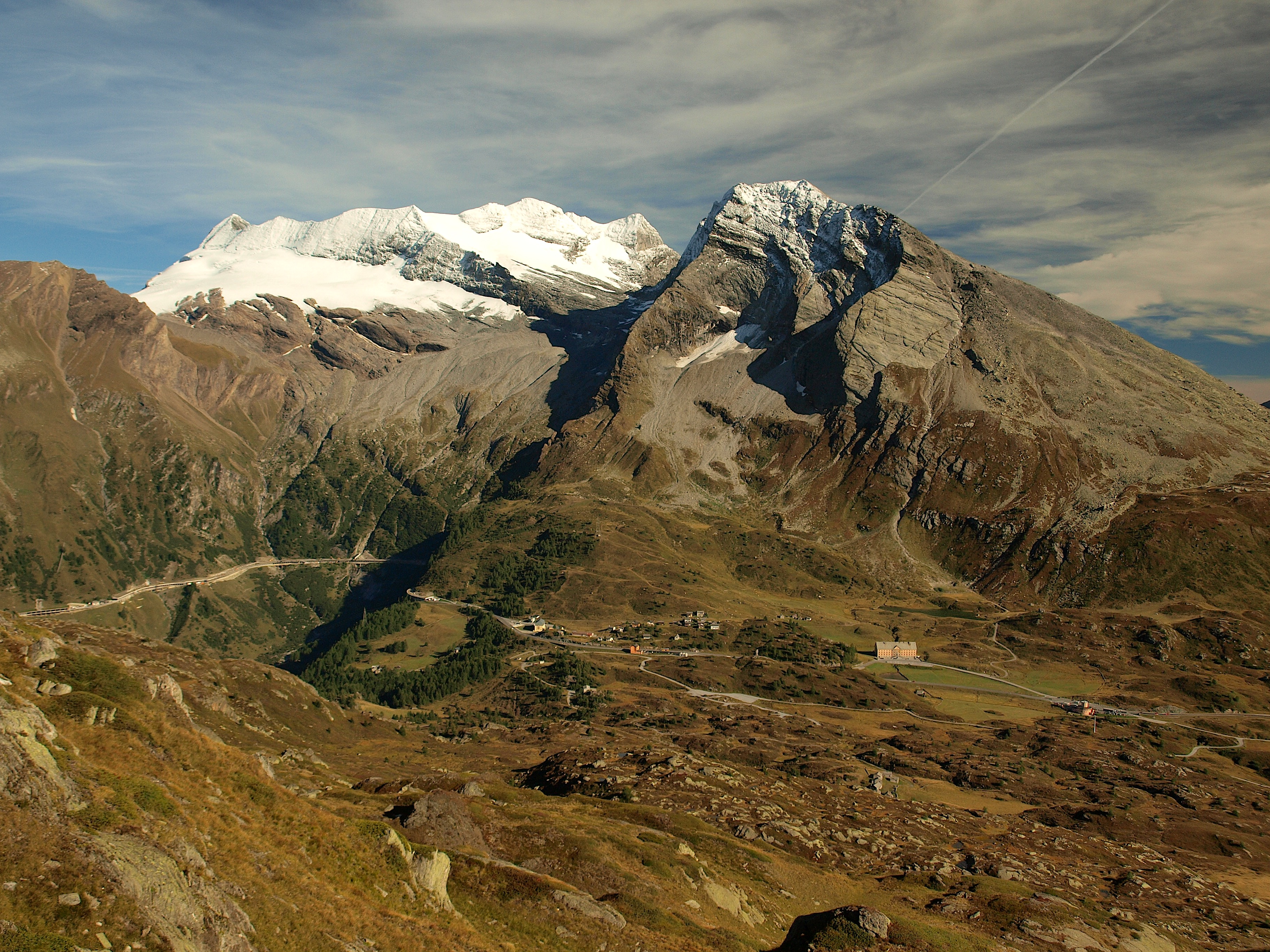
Vy över Simplonpasset.

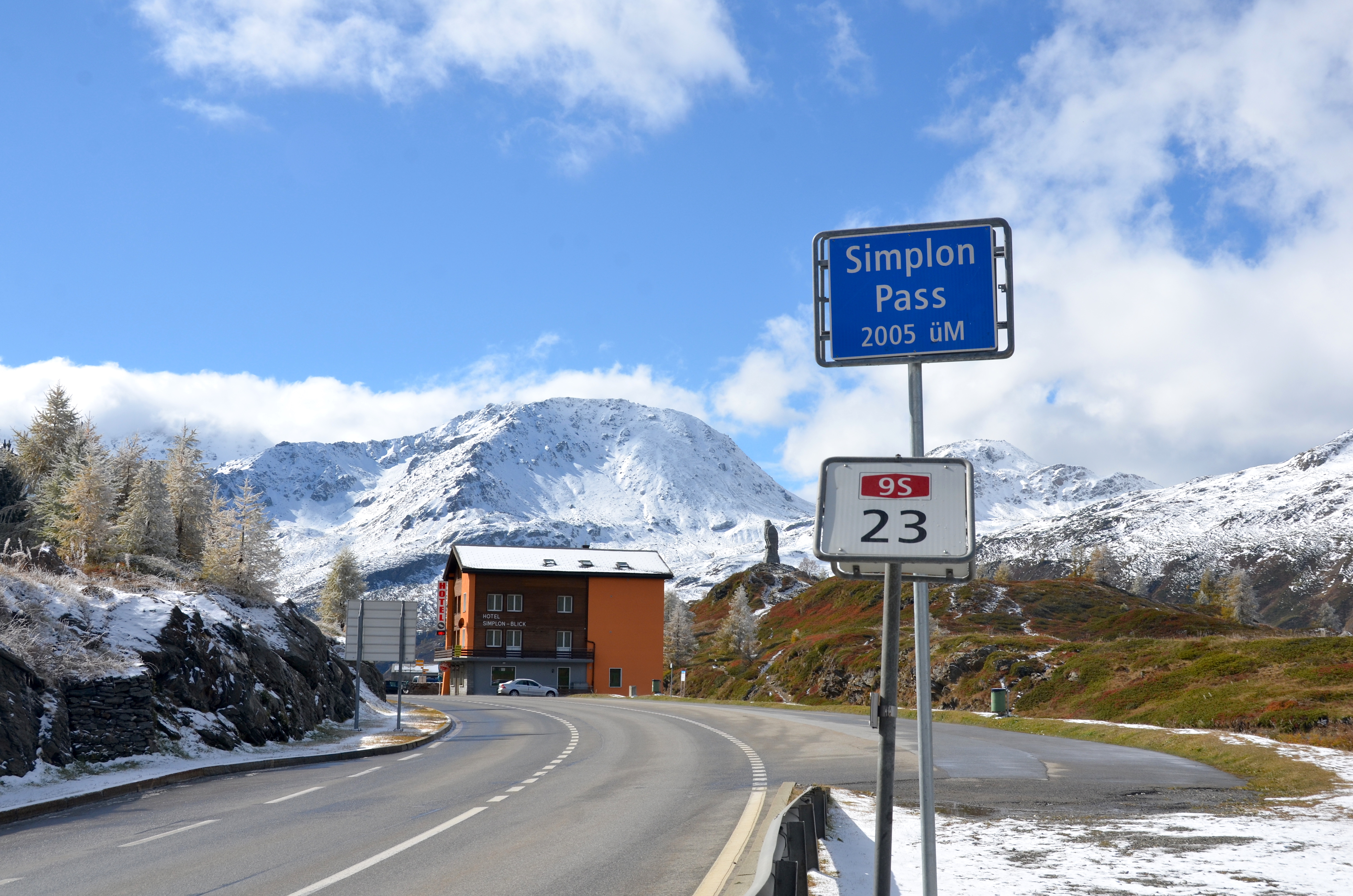
Bergspassets högsta höjd.

Simplonpasset (tyska: Simplonpass, italienska: Passo del Sempione) är ett bergspass i södra Schweiz. Passet skiljer de Penninska och Lepontiska alperna åt. Det sammanbinder Brig i den schweiziska kantonen Valais med Domodossola i italienska Piemonte. Vid passets högsta punkt på 2 005 m ö.h., står en örn i sten och vakar över passet.
Den första vägen över passet anlades i början av 1800-talet. Mellan 1898 och 1906 byggdes Simplontunneln, två 16,5 kilometer långa parallella järnvägstunnlar. Simplontunneln var fram till 1988 världens längsta järnvägstunnel, men passerades av Seikantunneln. Den nuvarande landsvägen (E62) slingrar sig genom passet och har en maximal lutning på 10 procent.